# صحراي إفتخارية
صحراي إفتخارية هي قرية في مقاطعة شهرضا، إيران. يقدر عدد سكانها بـ 20 نسمة بحسب إحصاء 2016.